# 今を生きる
「今を生きる」（いまをいきる）は、日本のバンドDOESの12作目のシングルである。2012年3月14日発売。発売元はキューンレコード。

## 概要
前作から約1年5ヶ月ぶりのリリース。2011年3月11日に発生した東日本大震災から、あの悲劇を決して忘れずに、これからの未来が輝かしい日々であるために今を精いっぱい生きようというメッセージの込めたもの。この曲は同年の9月8日に、赤坂BLITZで行った「5th Anniversary LIVE」で初披露した。完全限定生産盤はDVD付きで、同ライブの模様を収録している。

## 批評
RO69（アールオーロック）の阿部英理子は「シンプルなリズムにシンプルなコード進行、「今を生きる」というシンプルな言葉が突き刺さる」と評した。
Quipのオヤマケイコは「力強くも優しい、体温を感じるようなサウンドにストレートで躍動的な歌が響く」と評した。

## 収録曲

### CD
1. 今を生きる
2. 前説
3. 今を生きる (Secret Acoustic Ver.)

全曲 - 作詞・作曲：氏原ワタル / 編曲：DOES